# Top Spin 4
Top Spin 4 é o quarto jogo da série de jogos de tênis, Top Spin, que inclui Top Spin, Top Spin 2 e Top Spin 3. Há vinte e cinco jogadores disponíveis, sendo dez homens, sete mulheres e oito jogadores clássicos. O jogo foi feito pela 2K Czech e distribuído pela 2K Sports. Está disponível para XBOX 360, PS3 e Wii.

## Novidades para PS3 e Xbox 360
- Mais realismo - Movimentos iguais aos da vida real, graças aos novos estilos adicionados (Signatures Styles).
- Controles novos - fáceis para iniciantes e recompensadores para experientes.
- Assim como na TV - Apresentação, câmeras e etc., assim como na TV.

## Modos de Jogo
- Exibição - Permite jogar um amistoso em qualquer uma das quadras disponíveis, utilizando qualquer um dos jogadores. É possível jogar uma partida de simples (permitindo 2 jogadores no multiplayer) ou uma de duplas (de 2 até 4 jogadores no multiplayer).
- Carreira - É o grande atrativo do jogo, onde deve-se criar um(a) jogador(a). O jogador começa na posição de número 80 do ranking e deve melhorar suas habilidades e cumprir objetivos para aumentar seu status e chegar ao topo do ranking. Não é possível jogar no modo carreira com um jogador do game, é necessário criar seu próprio jogador e avançar até que possa enfrentar os jogadores top do ranking.
- King of The Court (O Rei da Quadra) - Onde vários jogadores jogam entre si, quem vencer fica na quadra e joga contra um desafiante. Quem vencer um determinado número de partidas vence.
- Online - Permite usar o jogador do modo carreira ou um dos licenciados contra jogadores de várias partes do mundo. Também permite o início de uma carreira online.

## Novidades para Wii
- Sensível aos comandos do Wii Remote - repete com perfeição e realismo extremo os movimentos realizados por você com o Wii Remote.
- Criando um jogador - Um criador de jogadores completo para jogar-se no modo Carreira.

## Tenistas Disponíveis
| ATP - Roger Federer - Rafael Nadal - Novak Djoković - Andy Murray - Andy Roddick - Stanislas Wawrinka - James Blake - Gilles Simon - Bernard Tomic - Nikolay Davydenko | WTA - Serena Williams - Caroline Wozniacki - Dinara Safina - Ana Ivanovic - Vera Zvonareva - Jelena Jankovic - Eugenie Bouchard | Clássicos - Boris Becker - Pete Sampras - Andre Agassi - Jim Courier - Michael Chang - Ivan Lendl - Patrick Rafter - Björn Borg |

## Torneios Licenciados
Até agora, há sete torneios licenciados confirmados.
Grand Slam
- Australian Open
- Roland Garros
- US Open

Masters 1000
- BNP Paribas Open (Indian Wells)
- Sony Ericsson Open (Miami)
- BNP Paribas Masters (Paris)

ATP Finals
- ATP World Tour Finals

## Torneios não licenciados
Grand Slam
- Dublin Stadium (Substitui o torneio de Wimbledon Championships) - Dublin - Grass

Masters 1000 / 
- Madrid Sports Arena (Mutua Madrid Open) - Madrid - Clay
- Stadio San Alessandro (Internazionali BNL D'Italia) - Roma - Clay
- Court Principal (Monte Carlo Rolex Masters) - Montecarlo - Clay
- Shanghai Palace (Shanghai Masters) - Xangai - Hard
- Canada Tennis Center (Canada Masters) - Toronto - Hard
- Cincinnati Tennis Center (Cincinnati Open) - Cincinnati - Hard

ATP 500 / (Maiores)
- Casablanca Stadium - Casablanca - Clay
- Barcelona Stadium - Barcelona - Clay
- Buenos Aires Tennis Center - Buenos Aires - Clay
- London Tennis Club - Londres - Grass
- Boston Bay Tennis Center - Boston - Grass
- Hamburg Stadthalle - Hamburgo - Hard
- Moscow Tennis Arena - Moscou - Hard
- Texas Arena - Dallas - Hard
- Seoul Colosseum - Seoul - Hard
- Amsterdam Tennis Park - Amsterdam - Hard

ATP 250 / (Menores)
- Westside Drive - Houston - Clay
- Auckland Stadium - Auckland - Grass
- American Tennis Garden - San Francisco - Grass
- Thorsten Brom - Munique - Grass
- Vienna Tennis Center - Viena - Hard
- Stavgaard Tennis Hall - Stavgaard - Hard
- Abhijava Stadium - Nova Delhi - Hard
- Estadio do Sol - Estoril - Hard
- Grande Estadio de Chile - Santiago - Carpet
- The Bauhinia - Hong Kong - Carpet
- Kiev Indoor Arena - Kiev - Carpet

Playgrounds
- Teranga Tennis Court - Dakar - Clay
- Silvjie Krleza - Omis - Hard
- Bermuda Stadium - Hamilton - Hard
- Atlanta's Doves - Atlanta - Hard
- Dubai Sports Complex - Dubai - Hard

## Trilha-Sonora Oficial
| Artista/Banda             | Canção                    |
| ------------------------- | ------------------------- |
| Ben Taimi                 | "Ticking of Your Bicycle" |
| Christian Larsen Music    | "Breakwall"               |
| Chromeo                   | "Fancy Footwork"          |
| Daft Punk                 | "Da Funk"                 |
| Darko Saric               | "Circles"                 |
| Gamble and Burke          | "Isolated (With You)"     |
| LCD Soundsystem           | "North American Scum"     |
| Light Alive               | "Trust Revenge"           |
| OK Go                     | "This Too Shall Pass"     |
| PURPL PoP                 | "It's Your Town"          |
| RAMZI                     | "Mr. Pamplinas"           |
| Richard Boal/Robin Barter | "TPL Music"               |
| Richard Parks/Joel Doran  | "Free Air"                |
| Schpilkas                 | "Fuzzy Fro"               |
| Tigers That Talked        | "Black Heart, Blue Eyes"  |

## SiteOficial
- Página de Top Spin 4 na 2K Sports
- Site Oficial